# Mercedes (Corrientes)

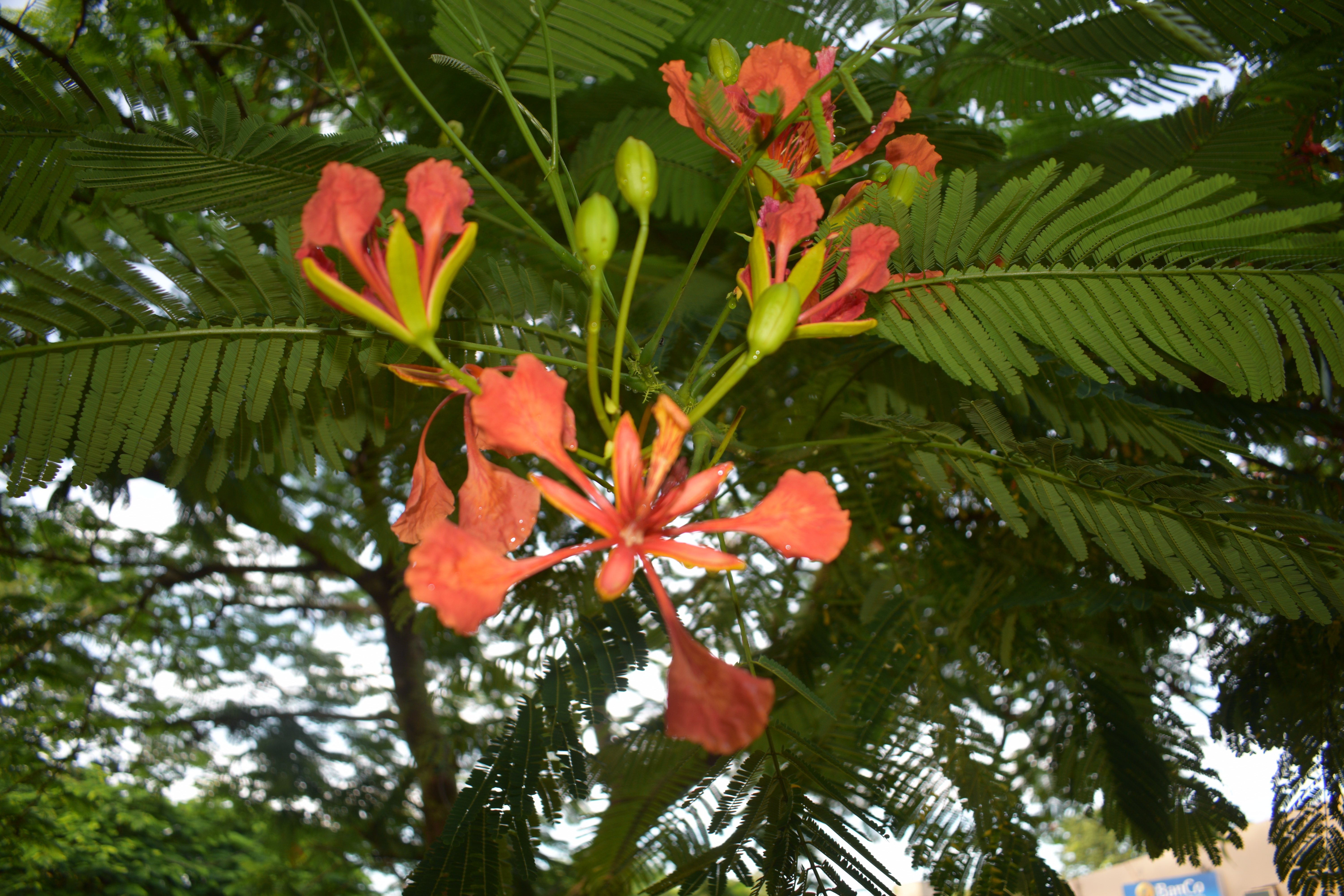
Vegetación mercedeña

Mercedes o Paiubre (nombre original del poblado, aún usado de forma cariñosa por sus habitantes y vecinos, de la misma forma que se llama "Taragüí" a todo Corrientes) es una ciudad argentina, situada en el departamento homónimo de la provincia de Corrientes; en el centro geográfico de dicha provincia. En 2010 era la quinta localidad más poblada.
Se destaca en la provincia por un lado como el departamento ganadero por excelencia y a nivel nacional por poseer la segunda Exposición Rural más grande, secundando a la de Palermo, en la ciudad de Buenos Aires, pero también posee un gran porcentaje de tierra destinada a la producción de arroz y molinos arroceros de destacada importancia a nivel nacional e internacional.
Su distancia a la capital de la provincia es de 244 kilómetros.
En Mercedes murió en 1976 el presidente de Brasil João Goulart, conocido como "Jango", depuesto por el golpe militar de 1964.

## Toponimia
Mercedes tomó ese nombre en 1835 en que fue puesta bajo la advocación de Nuestra Señora de las Mercedes. El paraje anteriormente era conocido como el Paiubre.  Mercedes es aún llamada cariñosamente "Paiubre", único nombre con el que fue llamada hasta 1835, que significa "el que más come de las entrañas" aplicándose al río Corrientes se interpretaría por "el que más se alimenta de sus aguas en su mismo interior". Esto se debe a que en su último atrincheramiento los indios guaraníes Caracarás antiguos habitantes de la zona, se agruparon en Rincón de Aguaí, lugar que estaba bañado por el curso de agua que ellos llamaban Paiubre, una de las tantas divisiones del caudaloso río Corrientes.

## Historia
En 1825 un grupo de vecinos requirió autorización para fundar el pueblo junto al arroyo Paiubre. Esta petición no prosperó por lo que insistieron en 1829, el 19 de agosto el gobierno provincial dispuso la elección del lugar donde se levantaría el pueblo.
Los terrenos (100 ha.) donde se fundó Mercedes fueron donados por José María Gómez, Toma el nombre de Mercedes con la bendición de su iglesia el 23 de julio de 1835, tomando como patrona a Ntra Señora de Las Mercedes. El lugar dónde se emplaza esta ciudad fue conocido con anterioridad bajo la denominación de Paiubre.
La creación oficial de la ciudad data de 1832, por decisión del gobernador Pedro Ferré. Tomó primero el nombre de la región y ordenó la construcción de su capilla. Si bien se ha determinado que 1832 fue el año de Fundación de Mercedes, no existe un Decreto que fije exactamente la fecha, es así que se toma como aniversario de la ciudad el día 5 de julio, en memoria al donante de las tierras donde se alza la ciudad: Don José María Gómez, ya que aceptada la designación de Nuestra Señora de las Mercedes como Patrona del incipiente caserío, trae la Imagen de la Virgen y el 5 de julio de 1832, se la proclama solemnemente y entroniza en la Capilla del Paiubre.
En 1835 el gobernador Atienza rebautiza la ciudad bajo el nombre de Mercedes; en 1864 Mercedes toma categoría de Villa y en 1888 es elevada a la categoría de Ciudad.

## Clima
La localidad posee un Clima subtropical sin estación seca.
El 29 de julio de 2021, fue registrada la temperatura mínima histórica de −2 grados Celsius (28,4 °F).
| Parámetros climáticos promedio de Mercedes, Corrientes | Parámetros climáticos promedio de Mercedes, Corrientes | Parámetros climáticos promedio de Mercedes, Corrientes | Parámetros climáticos promedio de Mercedes, Corrientes | Parámetros climáticos promedio de Mercedes, Corrientes | Parámetros climáticos promedio de Mercedes, Corrientes | Parámetros climáticos promedio de Mercedes, Corrientes | Parámetros climáticos promedio de Mercedes, Corrientes | Parámetros climáticos promedio de Mercedes, Corrientes | Parámetros climáticos promedio de Mercedes, Corrientes | Parámetros climáticos promedio de Mercedes, Corrientes | Parámetros climáticos promedio de Mercedes, Corrientes | Parámetros climáticos promedio de Mercedes, Corrientes | Parámetros climáticos promedio de Mercedes, Corrientes |
| Mes                                                    | Ene.                                                   | Feb.                                                   | Mar.                                                   | Abr.                                                   | May.                                                   | Jun.                                                   | Jul.                                                   | Ago.                                                   | Sep.                                                   | Oct.                                                   | Nov.                                                   | Dic.                                                   | Anual                                                  |
| ------------------------------------------------------ | ------------------------------------------------------ | ------------------------------------------------------ | ------------------------------------------------------ | ------------------------------------------------------ | ------------------------------------------------------ | ------------------------------------------------------ | ------------------------------------------------------ | ------------------------------------------------------ | ------------------------------------------------------ | ------------------------------------------------------ | ------------------------------------------------------ | ------------------------------------------------------ | ------------------------------------------------------ |
| Temp. máx. media (°C)                                  | 32.1                                                   | 31.2                                                   | 29.0                                                   | 25.4                                                   | 22.7                                                   | 19.5                                                   | 19.6                                                   | 20.8                                                   | 22.6                                                   | 25.1                                                   | 28.0                                                   | 31.2                                                   | 25.6                                                   |
| Temp. media (°C)                                       | 26.2                                                   | 25.3                                                   | 23.2                                                   | 19.4                                                   | 16.9                                                   | 13.8                                                   | 13.6                                                   | 14.8                                                   | 16.6                                                   | 19.5                                                   | 22.3                                                   | 24.9                                                   | 19.7                                                   |
| Temp. mín. media (°C)                                  | 20.1                                                   | 19.7                                                   | 17.9                                                   | 14.2                                                   | 11.8                                                   | 9.2                                                    | 8.8                                                    | 9.4                                                    | 11.2                                                   | 14.0                                                   | 16.3                                                   | 18.6                                                   | 14.3                                                   |
| Precipitación total (mm)                               | 131.5                                                  | 145.5                                                  | 166.5                                                  | 165.6                                                  | 91.7                                                   | 73.6                                                   | 53.9                                                   | 54.0                                                   | 86.7                                                   | 151.8                                                  | 138.3                                                  | 137.0                                                  | 1396.1                                                 |
| Horas de sol                                           | 274.1                                                  | 239.3                                                  | 231.4                                                  | 223.7                                                  | 194.7                                                  | 164.8                                                  | 179.5                                                  | 197.8                                                  | 213.2                                                  | 241.9                                                  | 276.1                                                  | 288.8                                                  | 2725.3                                                 |
| Humedad relativa (%)                                   | 66                                                     | 68                                                     | 73                                                     | 76                                                     | 80                                                     | 82                                                     | 78                                                     | 74                                                     | 74                                                     | 73                                                     | 67                                                     | 63                                                     | 72.8                                                   |
| Fuente: Instituto Nacional de Tecnología Agropecuaria  |                                                        |                                                        |                                                        |                                                        |                                                        |                                                        |                                                        |                                                        |                                                        |                                                        |                                                        |                                                        |                                                        |

## Despliegue de lasFuerzas Armadas argentinasen Mercedes
| Unidades de la Guarnición Militar Mercedes | Sigla     |
| ------------------------------------------ | --------- |
| Batallón de Comunicaciones 121             | B Com 121 |
| Grupo de Artillería de Monte 12            | GA Mte 12 |

## Arquitectura
La armonía en la escala urbana de la ciudad de Mercedes, se concreta en el respeto de la edificación, sobre la línea municipal, ancho de la calle y altura de las casas.
El estilo ecléctico, o sea la mezcla de tipologías, es el principal rasgo arquitectónico de Mercedes (zaguanes, rejas, patios).
La mayor parte de los edificios que conforman hoy la imagen más característica de la ciudad fue construida entre fines del siglo XIX y principios del siglo XX. En general están ejecutados en mampostería de ladrillos, fabricados en hornos de la ciudad, pero existen algunos realizados con mampuestos de piedra, cuya mano de obra procedía de albañiles que trabajaban en los puentes ferroviarios. 
Las fachadas son en su mayoría de estilo neoclásico, con alguna excepción neocolonial o pintoresquista. Están resueltas con arcos de medio punto, pilastras almohadilladas, frontis triangulares y en arcos alternados, cornisas, etc. La terminación de los paramentos es revoque con una tonalidad levemente amarilla.
En los frentes se observan elementos que caracterizan al Neoclasicismo italiano, tales como arcos de medio punto, cornisas, pilastras, esto se debe a que los constructores en su mayoría eran de origen italiano Coincidiendo también con la prosperidad económica de fines de siglo pasado y principios de este.
Entre los elementos más comunes de terminación y ornamentación se encuentran las rejas de filigrana, los umbrales y pisos de mármol, los azulejos franceses o españoles, las puertas cancel de hierro forjado y también de madera biselado.

## Deportes
En la ciudad destaca el Club Social y Deportivo Comunicaciones que disputa torneos a nivel nacional en básquetbol y fútbol.como así también diferentes deportistas que representan a nivel nacional e internacional en diferentes disciplinas deportivas.

## Atracciones turísticas

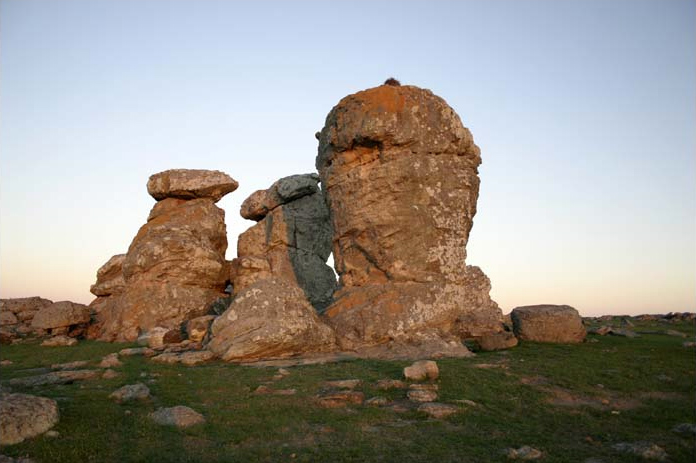
Formación rocosa de Itá Pucú.

- Piedra Itá Pucú: Debido a su rareza, es un símbolo de la ciudad.
- Retro Tecno: exposición de tecnología antigua y moderna.
- Gaucho Antonio Gil: Es uno de los Santos paganos más importante del país.
- Expo retro: La exposición de vehículos antiguos más Grande de la provincia.
- Carnavales: es uno de los mejores carnavales artesanales de Corrientes.
- Puerta del Ibera: Mercedes es puerta de entrada y salida del humedal más Grande de Argentina.
- Aká Pitá: Es Una reserva protegida por el municipio que muestra el típico espinal correntino.
- Cine teatro Cervantes: Es el Segundo teatro más importante de la provincia, donde se realiza obras teatrales y proyección de películas.
- Arquitectura mercedeña: Su casco histórico es rico en casas de los siglos XIX y XX.
- Paseo de los Museos: Museo del Ferrocarril, Museo de Las Estancias, Museo natural (más importante de la Mesopotamia) y el Museo del Chamamé.
- Complejo acuático municipal "VIEJO PUENTE"

## Sitios destacados
- Escuela cabecera de Mercedes N.º 82 Amado Bonpland
- Escuela N.º 84 Albino Arbo
- Escuela N.º 973 Arturo Umberto Illia
- Colegio Secundario "Barrio Comunicaciones" (tercer colegio más importante de la ciudad,inaugurado en 2013 y reinaugurado en mayo de 2018).
- Edificio de Registro Civil
- Antiguo edificio del Correo Nacional (En.Co,Tel.)
- Banco de la Nación Argentina
- Bosque de los Artistas
- Casa de la Cultura
- Comisaría Departamental
- Escuela N.º 83 José Manuel Estrada
- Instituto Popular de Mercedes, Manuel López Rodríguez (UPM)
- Escuela Normal Manuel Florencio Mantilla
- Escuela Parroquial (Casa Madariaga)
- Estación de Bomberos
- Escuela Comercial Nocturna "Ejercito Argentino"
- Polideportivo Municipal "Isabel S. Aguirre de Aquino" (Dirección de Deportes)
- Fundación Manos Correntinas
- Las dos estaciones de servicio en la misma esquina - YPF y Petromer
- Ganadera Comercial
- Escuela n°85 Modesto.T.Leites
- Hotel Plaza
- Iglesia Ntra. Sra. Las Mercedes
- Instituto Superior de Formación Docente (ISFD)
- Museo Histórico Colonial y de Bellas Artes
- Museo Municipal Mesopotámico
- Museo del ferrocarril
- Palacio Municipal
- Parque Mitre
- Monumento Natural Itá Pucú
- Plaza “25 de Mayo”
- Sociedad Literaria Belgrano
- Teatro Cervantes
- Plaza Intendente Rafael Flores
- Ombú donde descanso Belgrano
- UNCAUS (Universidad Nacional del Chaco Austral)
- Universidad Siglo 21
- Pay Ubre

## Parroquias de la Iglesia católica en Mercedes
| Diócesis        | Goya                               |
| --------------- | ---------------------------------- |
| Parroquia       | Nuestra Señora de las Mercedes     |
| Cuasiparroquias | Nuestra Señora de Itatí, San Ramón |